# Iglesia de Nuestra Señora de la Asunción (Sainte-Marie)
La Iglesia de Nuestra Señora de la Asunción (en francés: Église Notre-Dame-de-l'Assomption de Sainte-Marie) es una iglesia católica de Sainte-Marie, una localidad en Martinica, una dependencia de Francia en las Antillas Menores.

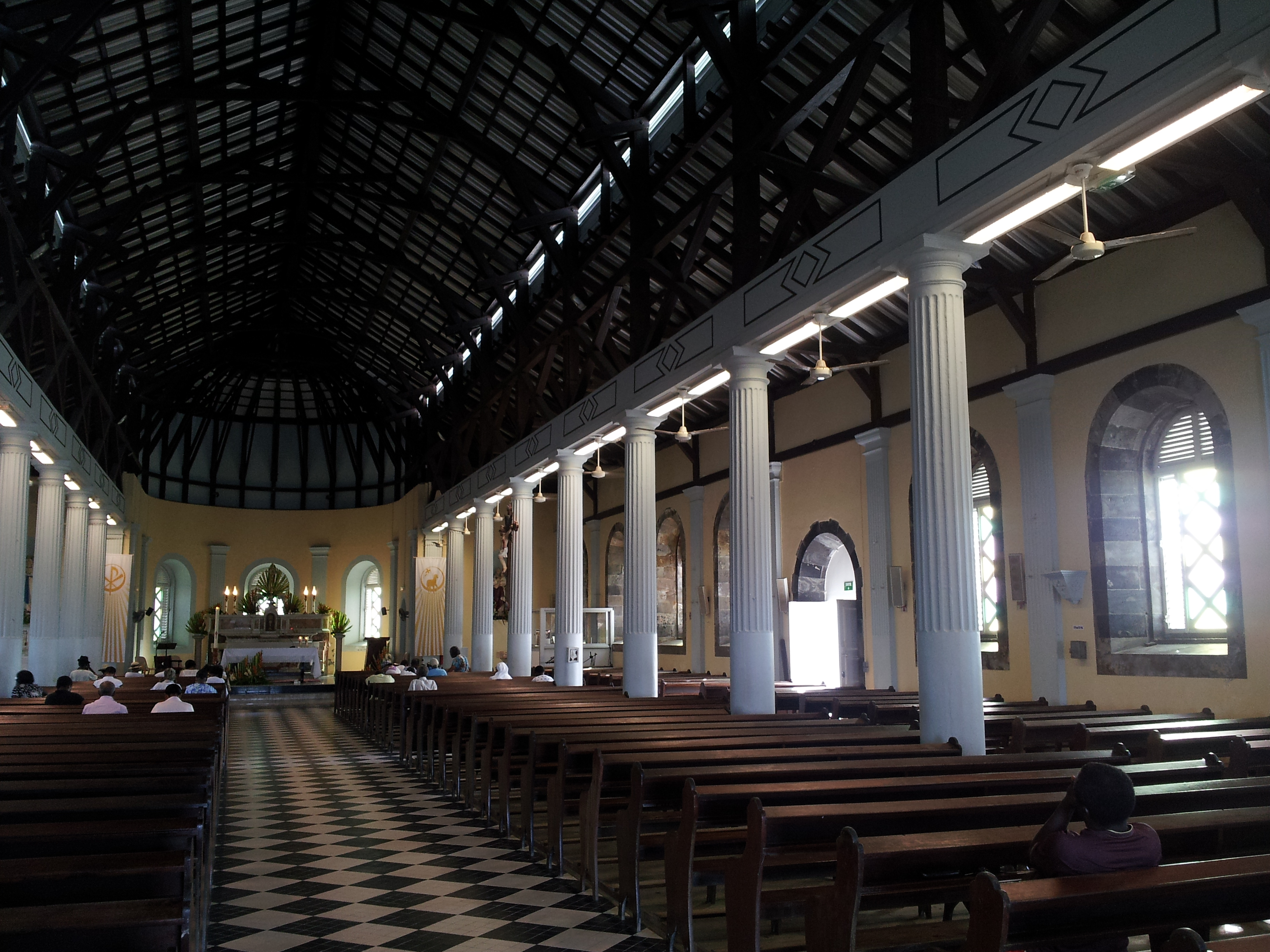
Vista Interna

La iglesia está situada en el departamento francés de Martinica, en el municipio de Sainte-Marie de la rue du Cimetière (calle del cementerio).
La fortaleza de Santa María fue erigida en honor a la Virgen María y da nombre a la parroquia de Santa María en 1658. El 8 de enero de 1663, el Consejo Superior de la isla ordenó el establecimiento formal de las parroquias de Sainte-Marie, la Grande Anse y Marigot administradas por los dominicos.